# Emanuel Graf
Emanuel Graf, również Graff (ur. 1 stycznia 1800 w Tyśmienicy, zm. 27 sierpnia 1856 w Lublinie) – lubelski ziemianin, właściciel majątku Tatary (obecnie dzielnica Lublina).

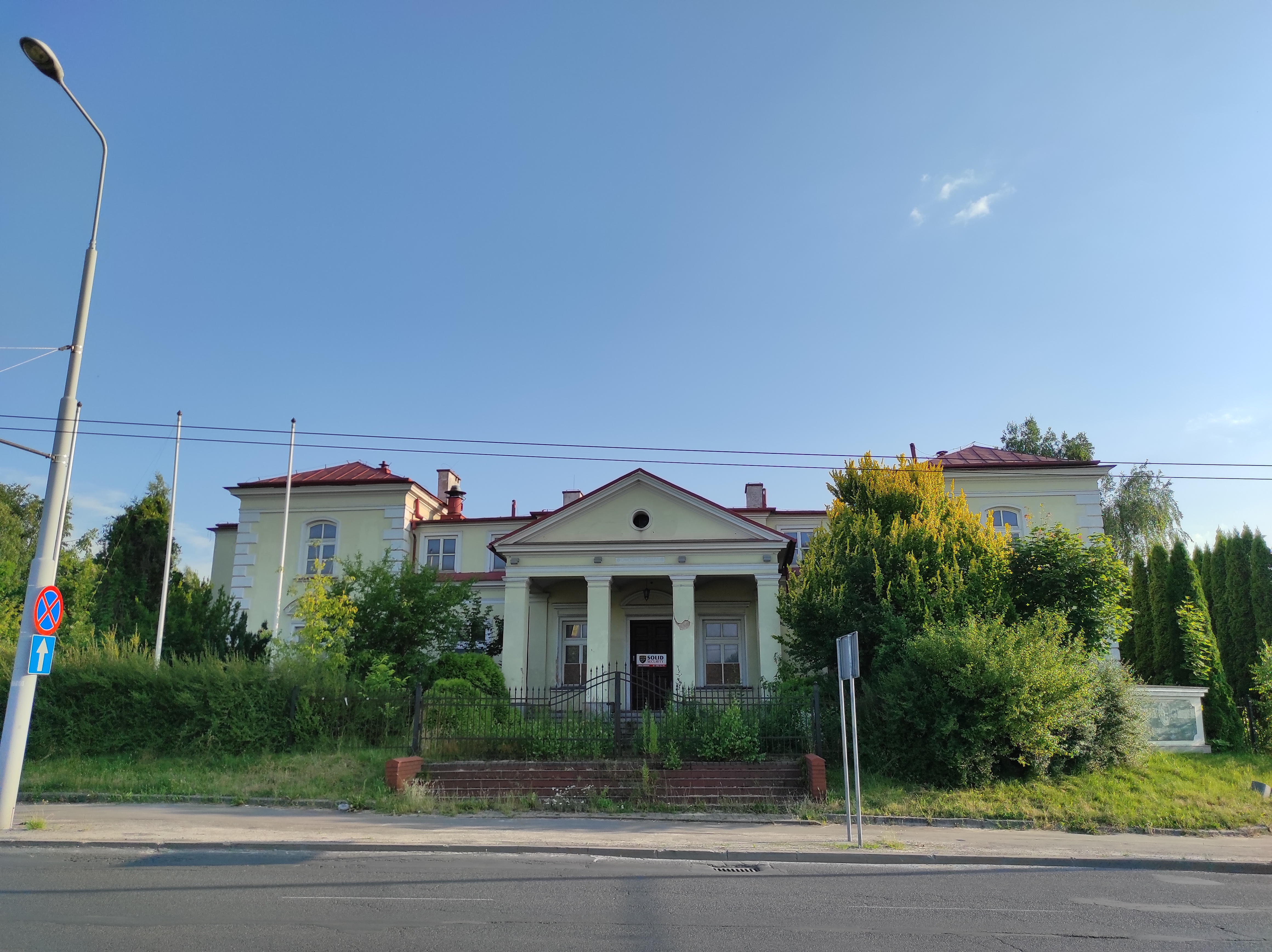
Dworek Grafa w 2023 roku

Był plenipotentem podlubelskiego majątku Tatary należącego do hr. Adama Ożarowskiego. Graf w 1841 odkupił majątek od Ożarowskiego. Po jego śmierci majątek został podzielony pomiędzy Kazimierza, Władysława i Zofię Grafów, ale sam dwór w dożywociu posiadała Feliksa, żona Emanuela. 
Imieniem Emanuela Grafa została nazwana ulica w Lublinie biegnąca przy Dworku Grafa, wzdłuż rzeki Bystrzyca .